# Закон мінімуму Лібіха

Бочка Лібіха

Закон мінімуму Лібіха (Закон «Обмеженого фактора», «Бочка Лібіха»), відкритий Ю. Лібіхом (1840) — екологічно-економічний закон, згідно з яким відносна дія окремого екологічного фактора буде тим сильнішою, чим більше цей фактор, у порівнянні з іншими екологічними факторами, буде наближатися до свого кількісного мінімуму. За цим законом, від речовини, концентрація якої є мінімальною, залежить ріст рослин, величина і сталість їх урожаю. Закон мінімум Лібіха (закон щодо ролі екологічних факторів в розповсюдженні і кількісному розвитку організмів) не поширюється на нестабільні системи. Надходження у такі системи різних компонетів та чинників розвитку відбувається спонтанно і нерівномірно. Тому обмежують розвиток почергово або одночасно декілька факторів. Багато в чому закон мінімуму Лібіха уточнюється та деталізується законом толерантності Шелфорда.

## Узагальнення і розширення
Багато дослідників у майбутньому розширили та розвинули основні положення теорії Лібіха. Зокрема, окрім суто поживних речовин, в модель було включено ряд інших визначальних факторів таких, як, приміром, температуру повітря, кількість опадів, (мінімальна температура морозостійкості чи зимостійкості), кількість фотоактивної радіації тощо.
Відомий американський еколог і зоолог Ю. Одум, також чимало уваги надавав дослідженням проблем лімітуючих факторів. Він, запропонував задля уникнення неоднозначностей в трактуванні моделі та змістовної плутанини, обмежити концепцію мінімуму і використовувати її лише до хімічних речовин (кисню, азоту, фосфору, кальцію, хлору, бору, мікроелементів тощо), тобто повернутися до первісної теорії Лібіха, яка акцентує увагу на речовинах, необхідних для росту і розмноження організмів. Ю. Одум вважає за доцільне включити усі інші чинники, разом з фактором максимуму, у т. з. «закон толерантності». Обидві ці теоретичні концепції об'єднуються загальним принципом лімітуючих факторів. Отже, «закон мінімуму» — це лише один з аспектів залежності організму та екосистем від зовнішнього середовища.

## Доповнення
Можна сформулювати низку положень, які доповнюють принцип Лібіха-Шелфорда:
- організми можуть мати широкий діапазон толерантності щодо одного фактора і вузький відносно іншого;
- зазвичай найбільш широко поширені організми з широким діапазоном толерантності щодо одного фактора;
- якщо умови по одному екологічному чиннику неоптимальні для виду, то може звузитися і діапазон толерантності щодо інших екологічних факторів;
- оптимальні значення екологічних факторів для організмів в природі та в лабораторних умовах (в силу істотної їх ізоляції) найчастіше виявляються різними (див.: гіпотеза компенсації екологічних факторів), що тісно пов'язане з розрізненням фундаментальної та реалізованої екологічних ніш;
- період розмноження є критичним, і багато екологічних факторів в цей період стають лімітуючими при загальному звуженні діапазону толерантності.

## Приклад
Лібіх використовував бочку для ілюстрації закону. Зараз вона називається Бочка Лібіха. Так само як об'єм бочки виготовленої з нерівних дощечок обмежений найменшою дощечкою, так і ріст рослини та їх врожайність обмежуються поживною речовиною, що є присутня в найменшій кількості.